# آلینا خاچاطریان
آلینا خاچاطریان (ارمنی: Ալինա Խաչատրյան؛ انگلیسی: Alina Khachatryan زادهٔ ۱۹۷۴) بدمینتون‌باز زن اهل ارمنستان است .